# Плебанівка (Тернопільський район)

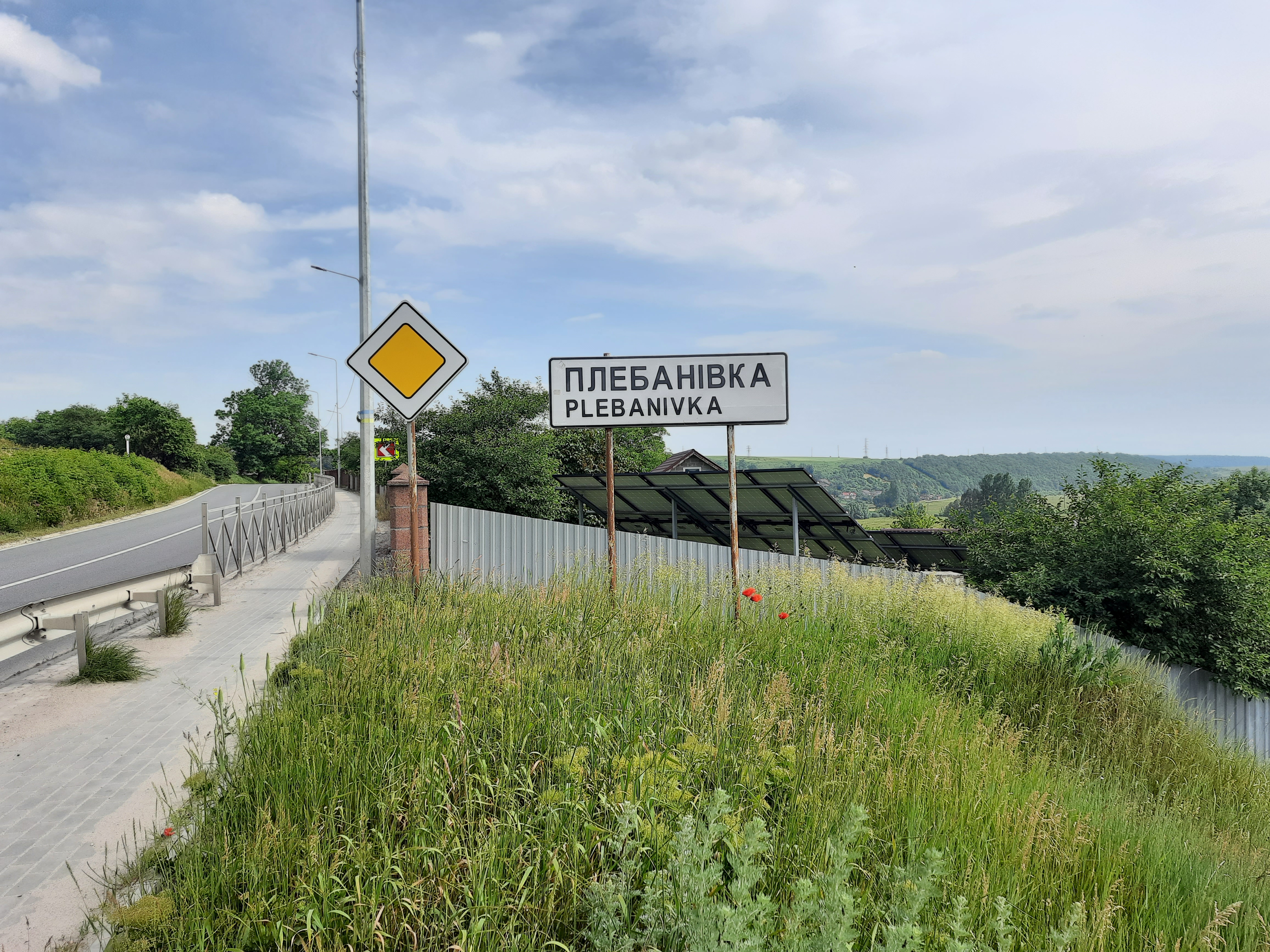
Дорожній знак при в'їзді в село

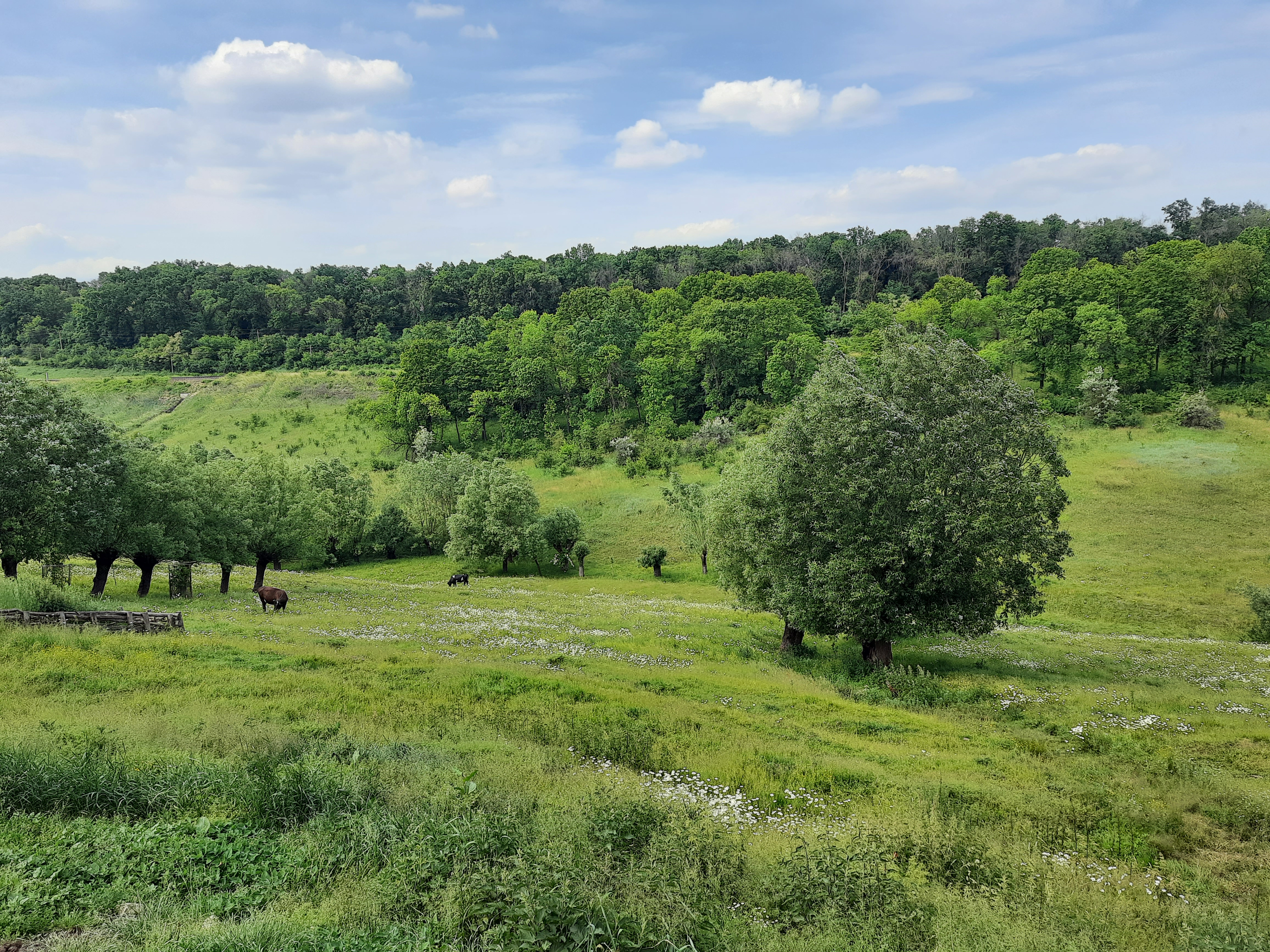
Краєвид біля села

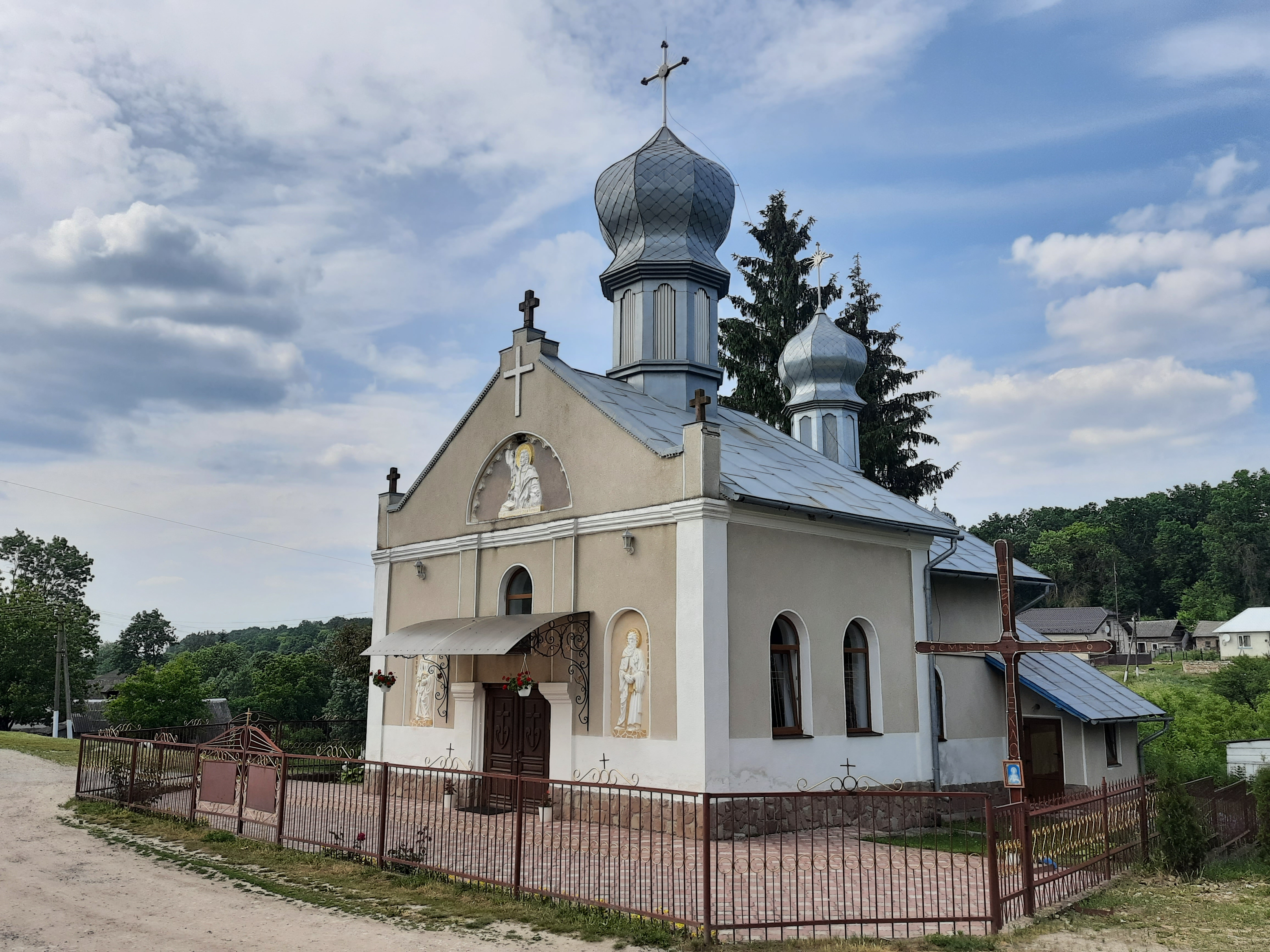
Церква святого апостола Івана Богослова

Плеба́нівка — село в Україні, у Теребовлянській міській громаді Тернопільського району Тернопільської області. Від 2015 у складі Теребовлянської міської громади. Розташоване на автошляху Тернопіль — Чернівці (Автошлях М 19). До 2015 центр сільської ради, якій було підпорядковане село Залав'є.
Плебанівка ділиться на дві частини, одна так і називається — Плебанівка, назва іншої — Хатки (раніше також була відома як Пшибишівка (пол. Przybyszówka / Plebanówka)). Розташоване на лівому березі р. Гнізна.
Населення — 1124 особи (2021).

## Населення

### Мова
Розподіл населення за рідною мовою за даними перепису 2001 року:
| Мова       | Кількість | Відсоток |
| ---------- | --------- | -------- |
| українська | 1170      | 99.83%   |
| російська  | 2         | 0.17%    |
| Усього     | 1172      | 100%     |

## Історія
Поблизу села виявлено археологічні пам'ятки мезоліту, ранньої залізної доби і давньоруської культури. 
Перші згадки про село відносяться до 1425 року. Проте тут з боку села Залав'є виявлено залишки поселення епохи палеоліту, що свідчить про те, що люди жили на теренах Плебанівки дуже здавна. Тут також було знайдено зброю часів Київської Русі. Найстаріша частина села — Хатки — спочатку була присілком, а потім стала частиною села. 
Плебанівка зазнала багатьох нападів турецько-татарських орд. 
Діяли «Просвіта», «Рідна школа», «Сільський господар» та інші товариства, кооперативи.
1 серпня 1934 року в рамках реформи на підставі нового закону про самоуправління (23 березня 1933 року) увійшло до нової сільської гміни Трембовля (Трембовлянський повіт Тернопільського воєводства).
12 червня 2020 року, відповідно до розпорядження Кабінету Міністрів України № 724-р «Про визначення адміністративних центрів та затвердження територій територіальних громад Тернопільської області» увійшло до складу Теребовлянської міської громади.
19 липня 2020 року, в результаті адміністративно-територіальної реформи та ліквідації Теребовлянського району, село увійшло до складу Тернопільського району.

## Політика

### Парламентські вибори, 2019
На позачергових парламентських виборах 2019 року у селі функціонувала окрема виборча дільниця № 610860, розташована у приміщенні будинку культури.
Результати
- зареєстровано 826 виборців, явка 65,50%, найбільше голосів віддано за «Слугу народу» — 27,00%, за «Голос» — 18,62%, за Всеукраїнське об'єднання «Батьківщина» — 16,39%.[6] В одномандатному окрузі найбільше голосів отримала Алла Стечишин (самовисування) — 24,33%, за Олега Вітвіцького (Голос) — 20,91%, за Миколу Люшняка (самовисування) — 19,96%[7].

## Поширені прізвища
Дудла, Мультан, Татарин, Тирч, Поплави.

## Релігія
- церква святого апостола Івана Богослова (2013, кам'яна, УГКЦ),
- церква святого апостола і євангелиста Івана Богослова (х. Хатки, до 1996 — каплиця, кам'яна, УГКЦ).
- Каплиця Івана Богослова (1901)

## Пам'ятки

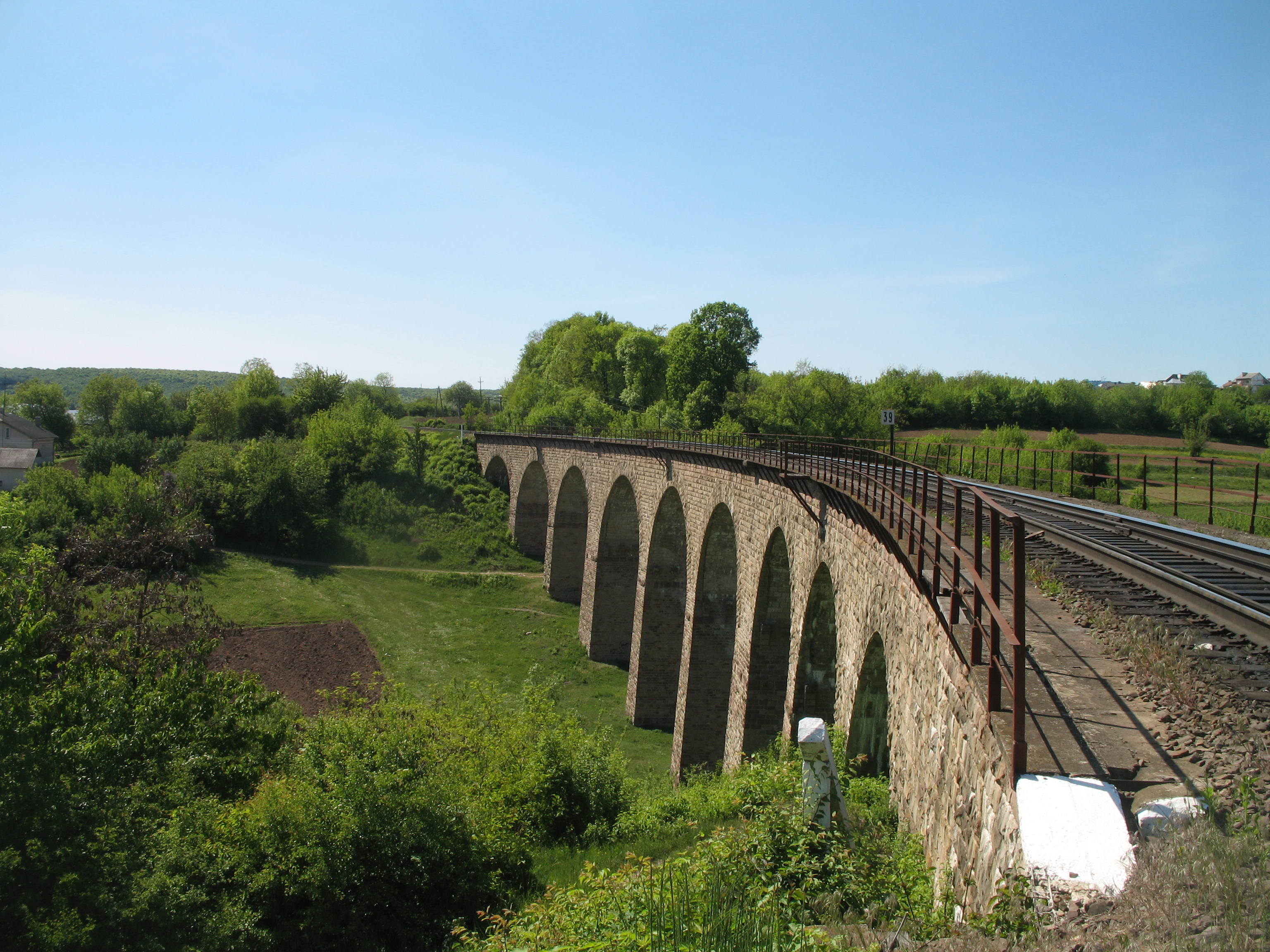
Плебанівський віадук, побудований у 1896 році

В Плебанівці зберігся 9-арковий кам'яний залізничний віадук, який побудований у 1896 році. Споруда допомагає долати  залізницею перешкоди рельєфу.
Встановлено пам'ятні знаки: воїнам-односельцям, полеглим у німецько-радянській війні; на місці поховання понад 800 євреїв, яких 1943 року розстріляли нацисти (1988, архітектор М. Ковальчук); хрест «Благословення полів» (1991); насипана могила невідомому воїну ЧА, який загинув навесні 1944 року (на могилі встановлено надгробок з обеліском).
Збереглися перекази про місцеві пам'ятки природи — криниці «Варварину» і «Кам'яну».

## Соціальна галузь
Працюють загальноосвітня школа І-ІІ ступенів, Будинок культури, бібліотека, ФАП, дошкільний заклад, 3 торгівельні заклади.

### Плеба́нівська сільська́ бібліоте́ка-філіа́л
Плеба́нівська сільська́ бібліоте́ка-філіа́л — бібліотека системи 
Міністерства культури України, 
філіал Теребовлянської централізованої бібліотечної системи.

#### Історія бібліотеки
У 20-30-х роках ХХ сторіччя в Плебанівці існувала бібліотека товариства ім. С.Костки. Заснована вона була в 1922 році. Для членів товариства бібліотека була безплатною. Фонд становив 200 примірників книжок польською мовою. В бібліотеці було 50 читачів. Працювала вона 2 рази на тиждень . (Дані взяті з книги "Biblioteki oswitowi", 1932 р., яка перебуває в Державному архіві Тернопільської області).
З 1951 по 1955 рр. в бібліотеці працювала Снітовська-Козак Оксана-Михайлина Йосипівна. У газеті "Ленінським шляхом" за травень 1951 р. було надруковано: 
"...на кінець 1950 року в бібліотеці було 90 читачів, зараз - 180. книжковий фонд - 1200 екземплярів. Завідувачка бібліотеки - Снітовська Оксана"
.
З 2 серпня 1955 р.по 7 травня 1967 р. Плебанівською бібліотекою завідувала Лагодович Марія Теодорівна. В бібліотеці було книгосховище і читальний зал. В приміщенні суворо заборонялося палити цигарки і голосно розмовляти. Комплектувалася бібліотека з обласного бібліотечного колектора. Окрім різноманітної літератури надходили журнали "Дніпро", "Жовтень", "Юность". Марія Теодорівна дуже гарно малювала, оформлювала виставки до пам’ятних дат. 
Бібліотека тісно співпрацювала з Плебанівським будинком культури. Діяли хоровий і драматичний гуртки. У газеті "Ленінським шляхом" за 19 листопада 1958 року була надрукована цікава замітка про Плебанівську бібліотеку. В ній, зокрема, зазначалось, що від 1955 року кількість читачів бібліотеки збільшилась вдвоє. Вдвоє зросла  і кількість книговидач. Книжковий фонд зріс на 1750 томів і становить 6000 книг. Названо найкращих читачів бібліотеки.
У 1967 році Марію Теодорівну Лагодович змінила Шалева Ярослава Іванівна, яка працювала по 2001 рік. Про ці роки роботи бібліотеки збереглося багато цікавих фактів.
З 2001 року посаду завідувачки бібліотеки займає Перхалюк Марія Михайлівна. Бібліотека тісно співпрацює з Плебанівською загальноосвітньою школою І-ІІ ступенів,  будинком культури та Плебанівською сільською радою. Проводяться різноманітні масові заходи, є краєзнавчий куток, відбуваються читацькі конференції та літературні читання. Спільно зі школою бібліотека проводить виховні години, бібліотечні уроки, екскурсії. 
У бібліотеці проходять практику студенти Теребовлянського вищого училища культури.

#### Інформаційні ресурси
Бібліотечний фонд - 7038 примірників документів.

#### Довідково-бібліографічний апарат
Довідково-біблографічний апарат бібліотеки:
- алфавітний каталог книг,
- систематичний каталог книг,
- краєзнавча картотека статей,
- систематична картотека статей

#### Інтернет-центр
18 серпня 2011 року в Плебанівській сільській бібліотеці відкрито інтернет-центр за програмою "Бібліоміст"

## Відомі люди

### Народилися
- Рудзінський Михайло Степанович (нар. 1956) — український музикант, педагог, відмінник освіти України, заслужений діяч мистецтв України.